# Phil Cordell
Phil Cordell (* 17. Juli 1947 in London; † 31. März 2007) war ein britischer Musiker und Komponist, der seine größten Erfolge in den 1970er Jahren unter den Pseudonymen Springwater und Dan the Banjo Man hatte.

## Leben
Cordell war in den 1960er Jahren Mitglied und Kopf der Londoner Band Tuesday’s Children, für die er einige Lieder schrieb. When You Walk in the Sand wurde im August 1966, High on a Hill im Oktober 1966 ein Top-40-Hit bei Radio London. Die erste Solo-Single Cordells, Pumping the Water mit der B-Seite Red Lady, erschien 1969.
1971 veröffentlichte Cordell unter dem Namen Springwater das Instrumentalstück I Will Return, das fast überall in Westeuropa vordere Hitparadenplätze belegte, in der Schweiz kam der Titel sogar auf Platz 1. In Deutschland war auch eine deutsch gesungene Fassung von Michael Holm (Du weinst um mich) erfolgreich (1972 Platz 17).
Von Springwater kamen keine weiteren Hits – I Will Return blieb ein One-Hit-Wonder, doch es erschien noch eine LP unter dem Titel Springwater.
Unter dem Namen Dan the Banjo Man veröffentlichte Phil Cordell anschließend ein komplettes Album, das jedoch kein Erfolg wurde. Die Singleauskopplung Dan the Banjo Man wurde 1974 nur in Deutschland ein Nummer-eins-Hit, da viele Radiostationen auch dieses Stück als Hintergrundmusik einsetzten. Die Single hielt sich 31 Wochen in den Charts. Da sie unter einem anderen Namen veröffentlicht wurde, gilt sie ebenso als One-Hit-Wonder. 1977 folgte das unter Cordells eigenem Namen veröffentlichte Solo-Album Born Again. Weitere Singles bis 1981 blieben allerdings ohne Resonanz.

## Diskografie

### Alben
- 1972: Springwater (als Springwater)
- 1974: Dan the Banjo Man (als Dan the Banjo Man)
- 1977: Born Again
- 2002: Springwater (Springwater / Born Again) (Kompilation)
- 2005: Dan the Banjo Man (als Dan the Banjo Man) (Kompilation)
- 2008: Hearts on Fire. Phil Cordell Anthology  (Kompilation)

### Singles
- 1969: Pumping the Water
- 1971: I Will Return (als Springwater)
- 1972: Listen Everybody (als Springwater)
- 1972: Amazing Grace (als Springwater)
- 1972: Jerusalem (als Springwater)
- 1973: Snowbird (als Variation)
- 1973: Close to You
- 1973: Roadie for the Band
- 1973: Dan the Banjo Man (als Dan the Banjo Man)
- 1974: Black Magic (als Dan the Banjo Man)
- 1974: Flying Trapeze (als Dan the Banjo Man)
- 1974: Laughter in the Rain
- 1974: Cool Clear Water
- 1975: Chevvy Van
- 1975: Red River Valley (als Dan the Banjo Man)
- 1976: Oh Susannah (als Dan the Banjo Man)
- 1977: Back in Your Arms Again
- 1977: Doin’ the Best I Can
- 1979: Movie Star
- 1979: Hearts on Fire
- 1979: Danjaxed (als Dan the Banjo Man)
- 1980: Sailing (als Springwater)
- 1980: Move a Little Closer (als Springwater)
- 1980: Harbour Lights (als Springwater)
- 1981: Love How You Love Me
- 1982: The First Time (als Springwater)